# Der Mann im Strom (2006)
Der Mann im Strom ist ein 2006 erschienenes Filmdrama nach dem gleichnamigen Roman von Siegfried Lenz. Die Handlung von Lenz’ Roman wird weitgehend übernommen und behutsam in die Erscheinungszeit des Films übertragen.

## Handlung
Der 55-jährige Berufstaucher Jan Hinrichs ist ein erfahrener Schiffs- und Bergungsinspektor. Nach dem Konkurs seines vorigen Arbeitgebers ist der Witwer mit seiner Tochter Lena und seinem Sohn Timm von Wismar nach Hamburg gezogen, findet dort jedoch wegen seines Alters keine neue Anstellung. Lena ist schwanger von Micha, der in die kleinkriminelle Szene abgerutscht ist und dem Jan das Haus verboten hat.
Um die freigewordene Stelle eines gerade verunglückten Tauchers bei Mark Iversen zu bekommen, fälscht Jan das Geburtsjahr in seinem Taucherbuch. Er bewährt sich in seinem neuen Job, da er anhand seiner Erfahrung gute Ideen zum Heben von Wracks einbringen kann. Nach einer Auseinandersetzung verlässt Lena die Wohnung, um mit Micha zusammenzuleben, doch sie erkennt schon bald, dass Michas zweifelhafter Lebensstil überhaupt nicht ihrer ist, traut sich jedoch nicht wieder nach Hause. Jans Kollege Kuddel nimmt sie vorübergehend in seiner Wohnung auf.
Iversen stellt Jan einen neuen Auftrag in Norwegen in Aussicht, wofür er seinen Reisepass benötigt. Damit die Fälschung in seinem Taucherbuch nicht entdeckt wird, besorgt sich Jan einen gefälschten Pass. Damit begibt er sich in die Hände der kriminellen Welt; Micha erfährt schnell davon und setzt ihn damit unter Druck. Doch wenig später kommt Micha bei einem erzwungenen Tauchgang ums Leben, als sein Auftraggeber bei der Plünderung eines auf Grund gelaufenen Frachters vor der Hafenpolizei ausreißt und ihn im Stich lässt. Jan findet später seine Leiche.
Nach der erfolgreichen Reparatur eines Schwimmdocks teilt Iversen Jan mit, er könne ihn leider trotz seiner hervorragenden Qualifikationen nicht behalten, nachdem bei einer amtsärztlichen Untersuchung die Fälschung seines Geburtsdatums entdeckt worden sei. Jan, wieder arbeitslos, geht mit Timm davon.

## Produktion und Veröffentlichung
Es ist die zweite Verfilmung des Romans von Siegfried Lenz – nach der Filmfassung von 1958, Regie Eugen York mit Hans Albers in der Hauptrolle. Der NDR zeigte den Film 2024 anlässlich des zehnten Todestages von Lenz innerhalb einer Reihe von Siegfried Lenz-Verfilmungen.
Der Film wurde vom 19. Juli bis 17. August in Hamburg gedreht. Er hatte seine Premiere am 15. März 2006 im Deutschen Fernsehen.

## Rezeption
Rainer Tittelbach nennt in seiner Kritik den Film anlässlich der Wiederholung im NDR am 7. Oktober 2024 „ein[en] realistische[n] Film ohne Zuckerguss“. Niki Stein habe passend zur Geschichte eine schlichte Filmsprache gewählt und Jan Fedder überzeuge als stoischer Einzelgänger, und er gibt dem Film 4,5 von 5 möglichen Sternen.